# 341P/Gibbs
341P/Gibbs, komet Jupiterove obitelji